# Arbostola heuritica
Arbostola heuritica är en fjärilsart som beskrevs av Dyar 1921. Arbostola heuritica ingår i släktet Arbostola och familjen nattflyn. Inga underarter finns listade i Catalogue of Life.